# 茲哈羅克河 (茲加爾河右支流)
茲哈羅克河（羅馬化：Zharok）是烏克蘭的河流，位於該國西部赫梅利尼茨基州和文尼察州，屬於茲加爾河的右支流，發源自沃夫科溫齊，河道全長26公里，流域面積65平方公里。